# Forty-Eighters

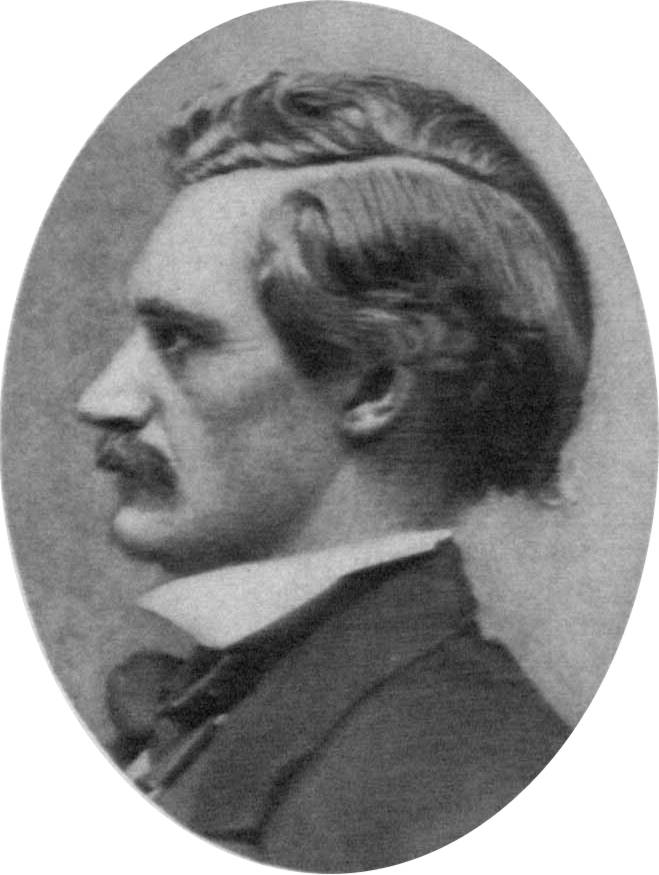
Carl Schurz nel 1860. Tra i partecipanti della rivoluzione tedesca del 1848, emigrò successivamente negli Stati Uniti dove divenne senatore.

I Forty-Eighters (detti anche in italiano quarantottardi o quarantottini) furono quegli europei che presero parte alle Rivoluzioni che nel 1848-1849 imperversarono nel continente (la cosiddetta Primavera dei popoli). In particolare negli stati tedeschi, i Forty-Eighters supportarono la Rivoluzione tedesca del 1848-1849, con l'ideale dell'unificazione dei popoli germanici, di un governo più democratico e della garanzia dei diritti umani. Delusi dal fallimento della rivoluzione e dal ritorno ad un sistema precedente sotto l'Impero austriaco, la maggior parte di loro andò a vivere all'estero, in esilio (costretto o volontario), lasciando la propria patria. Molti emigrarono negli Stati Uniti, nel Regno Unito ed in Australia. Tra questi emigranti vi  furono tedeschi, cechi, ungheresi ed altri. Molti di loro divennero esponenti politici di spicco.

## Nelle Americhe

### Brasile
Deluso dal fallimento della rivoluzione del 1848, il biologo Fritz Müller realizzò come la sua partecipazione a questi moti avrebbe comunque compromesso la propria vita e la propria carriera, e per questo nel 1852 prese la decisione di emigrare nel Brasile meridionale, dove suo fratello August si era già unito alla nuova colonia fondata da Hermann Blumenau nello stato di Santa Catarina. In Brasile si dedicò allo studio della foresta atlantica della regione e scrisse un libro dal titolo Facts and Arguments for Darwin.

### Cile
Su consiglio tra gli altri di Bernhard Eunom Philippi, Karl Anwandter emigrò in Cile a seguito del fallimento della rivoluzione. Nel 1850 si insediò a Valdivia. Venne raggiunto in loco da molti altri tedeschi nel medesimo periodo.

### Stati Uniti

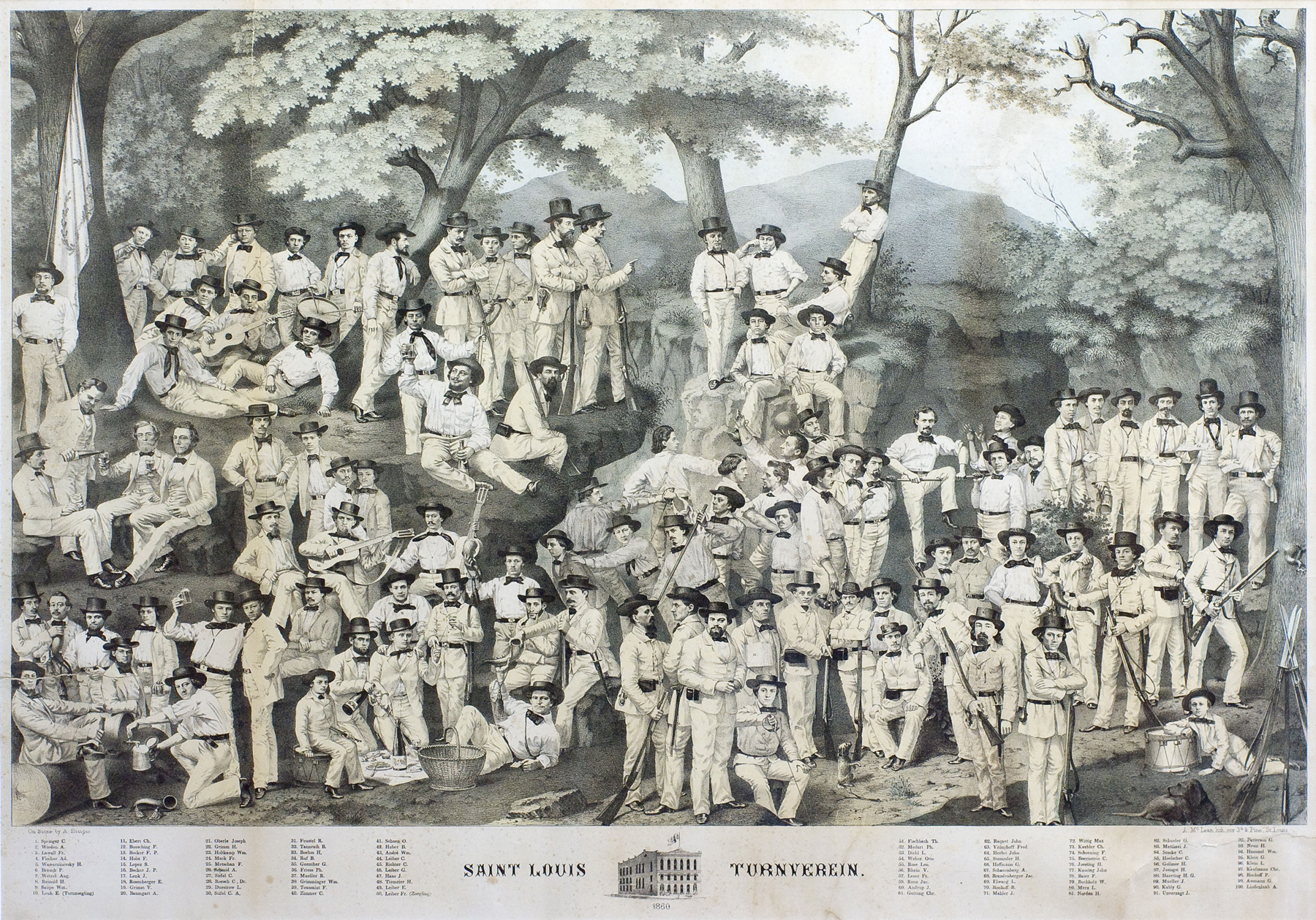
Gli aderenti del Turnverein a St. Louis, 1860

La maggior parte degli emigrati tedeschi scelse come propria meta le città in via di sviluppo dell'ovest e del sud degli Stati Uniti, contribuendo notevolmente alla nascita ed allo sviluppo dell'industria della birra e del vino, oltre che nel campo del giornalismo e delle comunità agricole.
Galveston, nel Texas, fu una delle mete principali iniziali per molti Forty-Eighters. Alcuni si insediarono a Houston, ma molti scelsero invece la Texas Hill Country nei pressi di Fredericksburg. Per le loro idee liberali, si opposero fermamente alla secessione del Texas nel 1861. A Bellville e nella contea di Austin, altra destinazione dei Forty-Eighters, gli emigranti tedeschi si dedicarono ad ampie campagne politiche contro la secessione.
Più di 30 000 Forty-Eighters si insediarono in un'area della città di Cincinnati, nell'Ohio, che divenne nota come il quartiere Over-the-Rhine. Lì ebbero successo nel far accettare la cultura germanica localmente, anche per i loro ideali rivoluzionari esportati negli Stati Uniti. Molti di loro si spinsero anche nelle terre più a ovest dell'Ohio seguendo il Miami and Erie Canal.
Nella rivolta di Cincinnati del 1853, nella quale un dimostrante venne ucciso, i Forty-Eighters protestarono violentemente per la visita del nunzio apostolico monsignor Gaetano Bedini, che nel 1849 aveva supportato la repressione dei rivoluzionari nello Stato Pontificio. Nuove proteste scoppiarono nel 1854 quando i Forty-Eighters si resero responsabili dell'uccisione di due ufficiali nel corso degli eventi.
Molti Forty-Eighters si insediarono a Milwaukee, nel Wisconsin, aiutando così a consolidare la già forte presenza culturale del Deutschtum in città, nonché la forte tradizione socialista presente nella cittadina americana.
Negli Stati Uniti, gran parte dei Forty-Eighters si opposero al nativismo ed allo schiavismo, mantenendo quegli ideali liberali che li avevano costretti ad abbandonare la loro patria. Nel affare di Camp Jackson a Saint Louis (Missouri), una discreta forza di volontari tedeschi impedì che le forze dei confederati mettessero le mani sull'arsenale del governo già prima dell'inizio della guerra civile americana. Circa 200 000 soldati di origine tedesca si iscrissero nelle file dell'Union Army, costituendo quindi il 10% delle intere forze armate dei nordisti; 13 000 tedeschi servirono nei soli reggimenti volontari unionisti di New York.
Dopo la guerra civile, i Forty-Eighters sostennero politicamente il miglioramento delle condizioni dei lavoratori e si impegnarono nello sviluppo di campi come l'educazione pubblica, le arti, la medicina, il giornalismo ed il mondo degli affari.
Molti furono membri del movimento di Turner.
Principali Forty-Eighters tedeschi negli Stati Uniti
- Architetti, ingegneri, scienziati: Louis Burger,[9] Adolf Cluss, Henry Flad, Charles Pfizer
- Artisti: Friedrich Girsch;[10] Wilhelm Heine; Theodore Kaufman; Louis Prang; Henry Ulke; Adelbert John Volck
- Uomini d'affari, banchieri: Solomon Loeb, Abraham Kuhn fondatori della Kuhn, Loeb & Co.
- Soldati della guerra civile americana: Louis Blenker; Alexander Schimmelpfennig; Carl Schurz; Franz Sigel; Max Weber; August Willich; Peter Joseph Osterhaus; Frederick Salomon; Adolph von Steinwehr; Joseph Weydemeyer
- Giornalisti, scrittori, pubblicisti: Mathilde Franziska Anneke; Karl Theodor Bayrhoffer; Gustav Bloede (see Marie Bloede); Rudolf Doehn; Carl Adolph Douai; Carl Daenzer; Bernard Domschke; Christian Essellen (editore di Atlantis); Julius Fröbel; Karl Peter Heinzen; Rudolf Lexow (fondatore del Belletristisches Journal); Carl F. Bauer[11] and Sigismund Löw[12] (fondatori del Pittsburger Volksblatt);[13] Niclas Müller; Reinhold Solger;[14] Emil Praetorius; Oswald Ottendorfer; Friedrich Hassaurek;[15] Theodor Olshausen; Hermann Raster; Wilhelm Rapp;[16] Carl Heinrich Schnauffer;[17] Kaspar Beetz; Carl Dilthey; F. Raine; Heinrich Börnstein; Charles L. Bernays; Emil Rothe; Eduard Leyh;[18] George Schneider (anche banchiere); Albert Sigel;[19] Franz Umbscheiden; Edward Morwitz (anche medico)
- Musicisti: Charles Ansorge; Carl Bergmann; Otto Dresel; Herman Trost (amico di John Philip Sousa); Carl Zerrahn; Carl August Braun
- Medici: Abraham Jacobi; Ferdinand Ludwig Herff; Herman Kiefer; Ernest Krackowizer;[20] Hans Kudlich; Wilhelm Loewe, Gustav C. E. Weber[21]
- Poeti: Konrad Krez;[22] Edmund Märklin; Rudolf Puchner
- Attivisti politici: Lorenz Brentano (poi membro del Congresso); Friedrich Hecker; Carl Schurz (poi Segretario degli Interni); Friedrich Sorge; Gustav von Struve; Wilhelm Weitling; Rudolf Dulon; Edward Salomon; Louis F. Schade
- Altri: Margarethe Schurz (fondatrice del primo kindergarten negli Stati Uniti); Al Sieber ("Capo degli scout" in Arizona, combatté ad Antietam, a Fredericksburg ed a Chancellorsville con Hecker, Schurz e Sigel, e poi nella battaglia di Gettysburg); Joseph Spiegel (fondatore dello Spiegel Catalog); Hugo Wesendonck (fondatore della Germania Life Insurance Company, attuale The Guardian Life Insurance Company of America); Pauline Wunderlich (rivoluzionaria); John Michael Maisch (padre della legislazione farmaceutica); George Kilgen, organaro.

Principali Forty-Eighters cechi negli Stati Uniti
- Prokup Hudek, uno degli "Slavonic Artillerymen" del 24º reggimento di fanteria dell'Illinois ed uno dei fondatori del Workingmen's Party of Illinois[23]
- František Korbel, vignaiolo nella contea di Sonoma, California
- Vojta Náprstek, pubblicista di Milwaukee in lingua ceca
- Hans Balatka, musicista moravio a Milwaukee ed a Chicago

Principali Forty-Eighters ungheresi negli Stati Uniti
- Alexander Asboth
- Michael Heilprin
- Phineas Mendel Heilprin
- Martin Koszta
- Lázár Mészáros
- Albin Francisco Schoepf
- Julius Stahel
- Edward R. Straznicky
- Charles Zagonyi

Principali Forty-Eighters irlandesi negli Stati Uniti
- Thomas Francis Meagher[24]
- John O'Mahony
- Lola Montez

Principali Forty-Eighters francesi negli Stati Uniti
- Victor Prosper Considerant

Principali Forty-Eighters polacchi negli Stati Uniti
- Włodzimierz Krzyżanowski, generale e ingegnere civile

## In Australia
Nel 1848 giunse al porto di Victoria la prima nave di emigranti provenienti dalla Germania, la Goddefroy, che  ancorò il 13 febbraio e scaricò molti rifugiati politici.  Altri vi giunsero da Londra. Nell'aprile del 1849, la Beulah scaricò nuovi emigranti tedeschi nel Nuovo Galles del Sud. Un'altra nave, la Parland, lasciò Londra il 13 marzo 1849, e giunse a Sydney il 5 luglio 1849.
La Princess Louise lasciò Amburgo il 26 marzo 1849, toccando dapprima Rio de Janeiro e poi l'Australia, giungendo a Port Adelaide il 7 agosto 1849, con 161 emigranti.
In Australia gli emigranti tedeschi divennero in particolare viticultori data la natura fertile del suolo e particolarmente adatta a quelle colture; altri fondarono chiese luterane. Nel 1860, 70 famiglie di origine tedesca fondarono la cittadina di Germantown, nello stato di Victoria (oggi ridenominata Grovedale.) Ad Adelaide, il primo club tedesco venne fondato nel 1854.
Principali Forty-Eighters australiani
- Carl Linger, compositore, autore della "The Song of Australia"
- Dr Moritz Richard Schomburgk, direttore dei giardini botanici di Adelaide
- Hermann Büring, viticultore
- Friedrich Krichauff, consigliere dell'Agricultural Bureau

## In Europa

### Belgio
- Louis Blanc
- Victor Prosper Considerant

### Francia
Ludwig Bamberger si insediò a Parigi e lavorò in una banca dal 1852 sino all'amnistia del 1866 che gli permise di fare ritorno in Germania. Carl Schurz rimase in Francia per qualche tempo per poi portarsi in Inghilterra. Anche Adolf Strodtmann rimase in Francia per qualche tempo, mentre Anton Heinrich Springer la visitò occasionalmente.

### Paesi Bassi
Ludwig Bamberger rimase nei Paesi Bassi per qualche tempo, come pure Heinrich Bernhard Oppenheim e Anton Heinrich Springer.

### Svizzera
I seguenti ex-rivoluzionari trovarono rifugio in Svizzera:
- Friedrich Beust, visse ed operò in Svizzera
- Albert Dulk, si insediò a Ginevra ma poi tornò in Germania.
- Gottfried Kinkel, visse ed operò in Svizzera
- Hermann Köchly, insegnò all'università di Zurigo ma una volta tornato in Germania, ottenne una cattedra all'Università di Heidelberg.
- Johannes Scherr, visse ed operò a Zurigo.
- Richard Wagner, si insediò in Svizzera ma poi tornò in Germania.

### Regno Unito
Dopo i fallimenti delle rivoluzioni del '48, un gruppo di Forty-Eighters tedeschi ed altri appartenenti al salotto della baronessa Méry von Bruiningk e dal marito Ludolf August von Bruiningk a St. John's Wood, all'epoca sobborgo di Londra, decisero di richiamare altri pensatori in massa nel Regno Unito. La baronessa era russa ma di origini tedesche e inoltre simpatizzava per gli ideali dei rivoluzionari. Tra i suoi ospiti fissi si ricordano Carl Schurz, Gottfried e Johanna Kinkel, Ferdinand Freiligrath, Alexander Herzen, Louis Blanc, Malwida von Meysenbug, Adolf Strodtmann, Johannes e Bertha Ronge, Alexander Schimmelfennig, Wilhelm Loewe-Kalbe e Heinrich Bernhard Oppenheim.
Carl Schurz scrisse a tal proposito nelle sue memorie: 
"Un gran numero di rifugiati da tutto il continente europeo ha raggiunto Londra nel 1848, me lo scorrere delle idee tra i vari gruppi nazionali (tedeschi, francesi, italiani, ungheresi, placchi, russi) venne confinato più o meno ai personaggi di spicco. Tutti, ad ogni modo, avevano in comune gli ideali rivoluzionari sviluppatisi nel continente dal quale provenivano. Tra i tedeschi ve n'erano ad ogni modo ben pochi che credevano ancora negli ideali [rivoluzionari]. Il più abile e il più noto tra questi personaggi era certamente Lothar Bucher, uomo calmo e schivo, ma dalle grandi capacità che si occupò in maniera seria e professionale di studi politici."
Altri tedeschi che raggiunsero il Regno Unito all'epoca furono Ludwig Bamberger,
Arnold Ruge, Alexandre Ledru-Rollin e Franz Sigel, Gustav Adolf Techow, Eduard Meyen, Oskar von Reichenbach, Josef Fickler e Amand Goegg. Karl Blind fece fortuna come scrittore proprio in Gran Bretagna. Il boemo Anton Heinrich Springer trascorse in Inghilterra gli anni del suo esilio.
Il rifugiato ungherese Gustav Zerffi divenne cittadino britannico e collaborò come storico a Londra. Lajos Kossuth, rivoluzionario ungherese, si portò in Inghilterra, Scozia ed infine negli Stati Uniti. Tornò in Gran Bretagna dove costituì un governo in esilio per l'Ungheria.
I rifugiati francesi Louis Blanc, Pierre Leroux e Louis-Nicolas Ménard trovarono rifugio in Inghilterra per qualche tempo.
L'italiano Giuseppe Mazzini utilizzò Londra come sua base prima e dopo le rivoluzioni del 1848.
Heligoland
- Rudolf Dulon

Jersey
- Pierre Leroux